# Kiss Béla (játékvezető)
Kiss Béla (Vásárosnamény, 1958. március 17.– ) nemzeti labdarúgó-játékvezető. Polgári foglalkozása műszaki-kereskedelmi tanácsadó.

## Pályafutása

### Nemzeti játékvezetés
Játékvezetésből 1976-ban Budapesten, Kürti Imre a Budapesti Labdarúgó-szövetség (BLSZ) Játékvezető Bizottságának (JB) elnöke előtt vizsgázott. A BLSZ által üzemeltetett labdarúgó bajnokságokban kezdte sportszolgálatát. 1977-ben BLSZ kerettag, folyamatosan lépett előre,  BLSZ II-es, a BLSZ I-es. A BLSZ JB javaslatára NB III-as, egyben országos utánpótlás bíró. Az MLSZ JB minősítésével 1988-tól NB II-es bíró. Jellegzetes futó mozgása miatt több sportvezető tartózkodott attól, hogy magasabb osztályba sorolják. A JT elnöksége taktikai okokból 1994-től NB I-es játékvezetőnek minősítette. Küldési gyakorlat szerint rendszeres partbírói, később 4. bírói szolgálatot is végzett. A nemzeti játékvezetéstől 2003-ban visszavonult. NB I-es mérkőzéseinek száma: 107.
| Időpont             | Helyszín                    | Mérkőzés típusa           | Mérkőzés                         | Eredmény | Nézők száma |
| ------------------- | --------------------------- | ------------------------- | -------------------------------- | -------- | ----------- |
| 1994. augusztus 27. | PMFC Stadion, Pécs          | első NB. I-es mérkőzése   | PMSC–Nagykanizsai Olajbányász SE | 3 – 0    | 3000        |
| 2003. november 1.   | Üllői úti Stadion, Budapest | utolsó NB. I-es mérkőzése | Ferencvárosi TC–Balaton FC       | 0 – 1    | 5467        |

#### Nemzetközi játékvezetés
Több nemzetek közötti válogatott és kupatalálkozón partjelzőként, 1993-tól 4. (tartalék) játékvezetőként segített. Összesen 19 nemzetközi mérkőzésen működött.

## Sportvezetői pályafutása
Aktív pályafutása során csaknem harminc éven át felbecsülhetetlen értékű munkát végzett a játékvezetők önzetlen menedzselésével.
- 1992–1999 között a BLSZ Utánpótlás Bizottság vezetője,
- 1995–2009 között az Magyar Labdarúgó-szövetség (MLSZ) Kisebbségi Bizottságának Elnökségi Tagja,
- a Magyar Labdarúgó Játékvezetők Testületének elnökségi tagja,
- a megyei akadémiai előkészítő csoport vezetője,
- NB II-es játékvezető-ellenőr,
- NB I-es futsal játékvezető-ellenőr,
- Országos akadémiai bizottság tagja,
- Országos Futsal játékvezetői bizottság elnökségi tagja.

## Külső hivatkozások
- Kiss Béla. mljt.hu. (Hozzáférés: 2015. december 31.)
- Kiss Béla. focibiro.hu. (Hozzáférés: 2020. július 18.)
- Kiss Béla. nela.hu. (Hozzáférés: 2015. december 31.)
- Kiss Béla. sportmedia.hu. [2015. december 8-i dátummal az eredetiből archiválva]. (Hozzáférés: 2015. december 31.)